# Aubin-Edmond Arsenault
Aubin-Edmond Arsenault (Condado de Prince, 1870 - Charlottetown, 1968) fue un político canadiense, primer acadiano en convertirse en primer ministro de la provincia de la Isla del Príncipe Eduardo de 1917 a 1919. Era hijo de Joseph-Octave Arsenault, primer acadiano de la Isla del Príncipe Eduardo convertido en senador.